# 정치학
정치학(政治學), 또는 정치과학(政治科學, 영어: political science)은 주로 국가권력을 행사하거나 자원의 획득, 배분을 둘러싼 또는 권력의 행사에 영향을 미치려는 제(諸) 세력들 간의 갈등과 투쟁 및 타협으로 나타나는 국가현상을 중심으로 정치사상과 현상을 연구하는 학문으로, 사회과학의 한 분야이다.

## 근대 이전의 정치학
정치사상이나 정치이론은 인간이 정치생활을 시작하면서부터 있었다고 볼 수 있으며 정치에 관한 체계적 연구는 이미 기원전 4세기에 아리스토텔레스에 의해서 이루어졌다. 그리고 아리스토텔레스의 정치학의 전통은 중세 말엽의 토마스 아퀴나스에 의해서 부활된다. 그러나 고대나 중세의 정치학은 도시공동체나 세계적 공동체를 대상으로 하며 윤리나 신앙의 입장에서 전개되었다는 점에서 근대적 의미의 정치학과 그 성격을 달리한다.
근대적 의미의 정치학은 중세적 세계공동체가 해체되고 근대국가가 형성된 데서 비롯된다. 근대정치학은 근대의 주권국가를 대상을 한다는 점에서 그 이전의 정치학과 구별된다. 마키아벨리는 도덕적인 선입감을 벗어난 객관적 방법을 통해서 세속군주의 통치기술을 논했고 보댕은 법률학적 입장에서 근대국가의 주권성과 아울러 군주의 절대성에 대한 이론적 근거를 제시했었다. 이와 같이 근세 초에 전개된 정치학은 교권에 대한 세속권의 절대성과 전제군주국가를 이론적으로 뒷받침하는 이론이었다. 이 시기에 있어서의 정치학은 국가의 주권성과 군주권력의 만능성을 정당화하는 학문의 성격을 가졌다고 볼 수 있다.

## 근대 정치학의 성립
그 후 국가의 기반이 확립되고 전제군주정치에 대항하는 민권사상이 대두하게 됨에 따라 정치학은 국가권력의 소재에 관해서 새로운 해석을 하게 되었다. 이러한 근대의 정치학은 국가주권 이론에 대한 새로운 해석과 아울러 정치의 실태에 대한 실증주의적 분석을 기초로 하게 된다. 국가주권이론에 대한 새로운 해석은 자연법 사상에 기초를 갖는 국가계약설에서 비롯된다.

### 국가 계약설
국가나 사회의 생성을 계약으로 설명하려는 시도는 이미 고대 그리스 시대 말기에 있었다. 애당초 계약설은 국가나 사회가 자연적으로 생겨났다는 사상과 대립되어 생겨났으며, 16세기 후반기에 있어서는 군주와 국민간의 통치관계를 설명하는 이론으로 변해 갔다. 이 이론에 의하면 군주의 지배권은 군주와 국민 간의 계약에 의해서 생기는 것이며 군주가 계약을 어기고 법을 침범할 경우에는 국민의 저항을 받고 국민에 의해서 추방되어야 한다는 것이다. 폭군 토벌의 이론으로 등장했던 계약설은 근대 시민사회 형성기에 국가형성 원리의 성격을 갖게 된다.
그러나 국가계약설이 반드시 근대적 민권사상만을 강조했다고 볼 수는 없다. 17세기 영국의 민주혁명에 항의하고 절대군주제를 옹호한 대표적 이론가로는 홉스를 들 수 있다. 그러나 대부분의 국가 계약론자는 로크나 루소에서 보는 바와 같이 근대적 민권사상을 주장하고 민주주의 이론에 이바지하고 있다.
계약론의 특색은 정치의 세속적 성격과 이성적 인간의 자유와 평등을 전제로 하고 있다는 점에서 중세의 교권이론이나 신앙적 자유와 평등이론과는 다르다. 특히 로크로 비롯된 권력분립론은 몽테스키외에 의해서 3권분립론으로 체계화된다. 그리고 루소의 자유주의론은 독일의 관념적 정치이론으로 연결을 보게 된다. 국가계약설은 17세기의 영국 혁명, 18세기의 미국 독립 혁명, 프랑스의 민주혁명에 거대한 영향을 미치게 된다.

### 국가계약설에 대한 비판
그러나 프랑스 혁명의 과격성이 남긴 후유증은 자연법 사상과 국가계약설에 대한 반발을 야기시키게 된다. 국가계약설은 국가와 사회의 생성을 인간의 역사나 경험을 조금도 고려하지 않았다는 비난을 면할 도리가 없다. 에드먼드 버크는 역사적 입장에서 자연법과 사회계약의 허구성을 신랄하게 반박하고 민족의 관습과 전통과 그 역사적 발전의 가치를 강조하는 보수주의 이론을 전개하였다. 다른 한편 영국의 공리주의 사상가들은 공리(utility)의 개념을 중심으로 한 경험주의 이론에 입각한 정치이론을 전개하였다.

### 공리주의적 정치학
공리주의는 정치적 권위의 근거를 추상적 이성이나 권리에서 찾지 않고 '최대 다수의 최대 행복'에서 찾게 된 것이다. 공리주의의 시조인 벤담 및 그의 후계자 J. S. 밀은 입법·대의정부·선거제도 등의 대의민주정치에 있어서의 실제적 문제를 대상으로 연구했고, 현실정치에 대한 많은 개혁안을 제시하였다. 특히 밀은 산업사회의 발전이 가져오는 정치적 제 문제에 대해서도 관심을 표시했고 개인주의와 사회주의를 조정하는 자유주의의 수정을 주장하기도 했다.

### 법학적 정치학
영국과 프랑스에서 발달된 정치학은 독일의 관념적 국가이론 형성에 많은 영향력을 미치게 된다. 시민사회의 형성이 뒤늦게 이루어진 독일에 있어서는 법학적 정치학의 전통이 확립된다. 본래 군주의 주권성을 옹호하려고 등장했었던 주권 이론이 독일에 있어서는 국가주권 이론으로 변질된다. 독일의 국가론은 군주주권론과 루소의 인민주권론을 절충하여 국가주권론으로 발전하고 국가의 본질을 유기체적인 것으로 파악하기도 한다. 독일에 있어서의 일반 국가론의 발전은 옐리네크(1851-1911)에 의해서 일단 집대성된 것으로 보인다. 국가학을 수립함에 있어 크게 공헌한 학자로는 블룬츨리(J. K. Bluntschli)를 들 수 있다. 그는 국가학을 국가론·국법학·정책학으로 3분한다. 국법학은 국가를 하나의 법규범 질서로 보고 그것을 범이론적으로 연구하는 것이며, 국가론은 국가일반의 존재 그 자체를 사회법칙적으로 연구하는 것이며, 정책학은 국가의 목적과 활동을 연구하는 실천과학이다.

### 다원적 국가론
독일에서 발달한 국가학적 전통은 20세기 전반기에 영국에서 주장된 국가다원론에서도 찾아 볼 수 있다. 국가다원론은 국가학에서 전제로 하는 국가주권론에 반대하여 주권의 소재가 다원적인 사회집단에 있음을 주장하는 이론이나 근본적으로는 주권론의 범주를 벗어나지 못했다는 점에서 정치학에서 법학적 요소를 제거하지 못하는 것이었다. 이렇게 볼 때 근대적 정치학은 자연법에서 비롯된 사회계약설·역사철학·실증주의 국가학을 기본으로 전개된다.

## 현대 정치학의 발달
20세기까지의 정치학은 철학이나 법학 또는 역사학의 일부에 불과했으며 하나의 독립된 학문으로 공인을 받지 못했다. 정치학을 하나의 독립된 학문으로 인정하고 대학에다 정치학과를 설치하기 시작한 것은 미국이었으며, 미국에서도 19세기 말엽에 이르러 대부분의 대학에서 정치학과를 설치했다. 그 까닭으로 정치학 연구에 있어서 과학기술면에 있어서의 발달은 미국이 가장 앞서고 있다. 다른 모든 학문에 있어서도 제2차 세계대전은 새로운 발전의 계기를 마련했다. 1945년 이후 정치학은 유례없는 발달을 거듭하고 국제적으로도 공인된 학문의 성격을 갖게 되었다. 대한민국에서도 해방과 더불어 정치학과 또는 정치 외교학과가 각 대학에 설치되어 정치학을 독립된 학문으로서 연구하기 시작했다. 그러므로 정치학의 연구대상 및 방법에 있어서는 물론이거니와 정치학 자체에 대한 국제적 인식도 2차대전을 전후해서 크게 달라진다.

### 제2차 세계대전 이전의 정치학
우선 2차대전 이전의 정치학의 실태를 본다면 19세기까지의 국가학적인 전통과 20세기의 과학적 방법이 공존해 있었다고 볼 수 있다.
미국에 있어서도 초기의 정치학의 발달은 독일의 학자와 떨어져서는 생각할 수 없다. 영국에 있어서의 정치학의 주제는 통치의 원리를 따지는 철학이나 영국 헌정(憲政)의 실태를 설명하기 위한 헌정이론이었다. 프랑스에 있어서의 정치학은 행정적인 효용성과 밀접하게 결부되어 있었다. 이탈리아에 있어서도 마키아벨리 이후 정치학의 전통은 단절되고, 정치학은 역사와 철학의 일부로 간주되었다. 이러한 속에서도 정치학을 하나의 독립된 과학으로 확립시키려는 움직임이 미국과 영국의 학계에서 꾸준히 일어나고 있었다.
정치학을 독립된 과학으로 확립함에 있어 콩트(1798-1857)의 실증주의 철학의 영향력을 우리는 잊을 수 없다. 그는 사회현상도 자연현상과 마찬가지로 진실한 과학적 분석의 대상이 될 수 있음을 명확히 했다. 이러한 과학주의는 미국에서 크게 환영받고 영국에서도 받아들여진다. 미국에 있어서는 메리엄(C. E. Merriam)의 과학주의적으로 정향된 『정치학의 새국면』 (1925) 이 그 후의 정치학의 전통을 이루게 된다. 그리고 벤틀리(A. Bentley)의 『통치과정론』 (1908)은 국법학적 전통을 벗어난 동태적 정치학의 대상을 개척하였다. 영국의 배저트(W. Bagehot)도 『물리학과 정치학』 (1900)에서 정치학이 과학적인 방법으로 연구될 수 있음을 시사한다. 이렇게 볼 때 20세기 전반기의 정치학은 유럽과 미국에 국한된 학문이었으며 유럽 대륙의 제 국가에 있어서의 정치학이 일반적으로 국가학적 전통 가운데 남아 있었음에 반해서 영·미의 정치학은 정치학을 과학적 방법으로 연구하기 시작했고, 특히 미국에 있어서는 정치학을 독립된 학문으로 발전시키려는 노력을 계속했었다.

### 제2차 세계대전 이후의 정치학
2차대전 후의 정치학의 발달은 미국을 떠나서는 생각할 수 없다. 미국에서 발달한 과학적인 방법과 정치의 실태를 해명하려는 비법학적(非法學的)인 연구의 전통은 거의 세계적으로 정치학의 연구와 교수의 방향을 설정하게 된다. 전통적 정치학 연구에 갇혀 있던 유럽의 정치학계에서도 미국의 정치학을 도입하게 되고, 과학적으로 정향된 정치학 연구의 영향을 많이 받게 된다. 한편 미국의 정치학계는 과학적 정치학의 새로운 분야를 크게 개척하게 된다. 미국이 처해 있는 국제적 위치를 배경으로 국제관계·지역연구 및 후진국 정치까지 포함하는 비교정치 분야에까지 연구 분야를 개척하고 미국의 과학기술의 발전을 기반으로 더욱 추상화된 과학적 방법을 발전시켰다. 미국에서 발달된 행동주의는 인간과 정치를 연구하는 과학적 방법의 극치라고 볼 수 있다. 그러나 인간과 정치의 문제가 과학기술로만 해결될 수 있는 것은 아니다. 행동주의적 접근방법이 광범한 과학기술을 토대로 한다 하더라도 정치생활에 있어서의 가치의 문제까지 해결할 수는 없다. 과학은 사실의 인과관계를 설명함에 적절할지는 몰라도 사실을 떠난 이념을 정립해 주는 것은 아니다. 행동주의 개척자의 한 사람이었던 이스턴(D. Easton)이 1969년 미국 정치학회 회장 취임인사에서 밝혔듯이 현대의 정치학은 후기 행동주의시대에 접어들고 있는지도 모른다.

### 대한민국의 정치학
대한민국에 정치학이 도입되고 대학에 정치학과 또는 정치외교학과가 설치되기 시작한 것은 해방 이후의 일이다. 따라서 1950년까지의 정치학은 영·미에서 발달한 정치학을 동시에 반영하는 것이었다. 1960년대에 접어들면서 일본을 통해서 도입된 독일의 국가학적 전통이 약해지고 상대적으로 영·미 특히 미국의 정치학의 영향이 크게 되었다. 그중에서도 특히 민주정치론 또는 민주정부론은 우리 학계의 주요 연구대상이 되었다. 그러나 이 시기의 정치학은 주로 민주주의에 대한 이념적 또는 제도적 해설에 그쳤으며 미국에서 발달되고 있는 과학적 연구방법까지 도입한 것은 아니다. 1960년대에는 전통적 학풍이 청산되고 거의 전적으로 미국의 학풍이 우리 정치학계를 풍미하게 되었다. 정치에 대한 이념·제도의 해설은 점차 지양되고 정치동태에 관한 과학적 연구가 활발하게 이루어졌다. 행동주의적 정치학이 도입되는 것도 이 시기이다. 1960년대 후반기에 접어들면서 이러한 정치학의 정향에 대한 심각한 반성이 이루어지는 한편 대한민국 정치의 실태를 설명할 수 있는 토착적 정치학의 개척이 모색되기 시작하다. 그리고 70년대에 접어들면서부터 이러한 기운은 더욱 농후해졌다. 한국의 정치학은 이제 국제적 성격을 벗어나 독자적 정치학의 개척기를 맞이했다고 볼 수 있다.

## 정체

### 고전적 정체
국가의 정체는 고대 그리스 철학자 플라톤과 아리스토텔레스의 정치론에서 지적되었듯이 정치권력을 누가 가지느냐, 그리고 그것이 긍정적인가 부정적인가에 따라 일반적으로 여섯 가지로 나누어 볼 수 있다. 고대의 저자들은 대부분 이 정체들이 순환한다고 간주했던 것으로 보인다. 대표적으로는 폴리비오스의 정체순환론이 있다.
- 군주정(왕정)
- 참주정
- 귀족정
- 과두정
- 민주정
- 빈민정

이들 정체 가운데 긍정적인 정체의 장점을 활용하여 정부를 세운 혼합정체를 공화정이라 한다. 마키아벨리 및 그가 독해했던 고대 로마의 학자들은 특히 로마의 정체를 인간의 역량 또는 덕(virtus)이 가장 잘 드러난 정체라고 결론지었다.

### 근대적 정체
영국의 명예 혁명, 미국 혁명, 프랑스 혁명 등을 통해 18세기~19세기의 서유럽에서부터 자유주의적 국가의 성립이 가능해졌다. 이후 보통선거권의 확립을 통해 현재의 많은 나라들이 적용하고 있는 현대 민주주의가 탄생했다.근대에 들어와 사회주의 운동의 대두로 인해 사회주의에 알맞은 정체가 어떤 것인가에 대한 논의가 진행되게 된다. 그 가운데 마르크스-레닌주의자들은 러시아 혁명을 통해 현실공산주의체제를 성립시킨다.
- 사회주의
- 현실공산주의

## 핵심 개념
- 정치
- 권력
- 주권
- 국가
- 사회계약
- 인민
- 민족
- 외교

## 주요 정치학자들
국가를 비롯하여 인간의 삶을 둘러싼 다양한 현상들은 모두 정치라는 관점에서 살펴볼 수 있다. 다음은 시대 별로 이러한 탐구 및 실천을 벌였던 사람들을 나열한 것이다.

### 기원전
- 플라톤
- 아리스토텔레스
- 소크라테스

### 16세기 이후
- 니콜로 마키아벨리
- 토머스 홉스
- 장 보댕
- 존 로크
- 제러미 벤담
- 알렉시 드 토크빌
- 존 스튜어트 밀
- 카를 마르크스
- 로자 룩셈부르크
- 블라디미르 레닌
- 마오쩌둥
- 카를 슈미트
- 레오 스트라우스
- 한나 아렌트
- 안토니오 네그리
- 개브리얼 아먼드
- 찰스 에드워드 메리엄(영어판)
  - 크레덴다(Credenda)
  - 미란다 (정치학)(Miranda)

## 같이 보기
- 현대 민주주의 국가의 정치
- 정치인류학(영어판)
  - 극장 국가(영어판)
- PPE
- 정치공학
- 선거부정
- 포괄정당(빅텐트)
- 싱글이슈 폴리틱스
- 네포티즘(족벌정치, 연고주의)

## 참고 자료
- 이 문서에는 다음커뮤니케이션(현 카카오)에서 GFDL 또는 CC-SA 라이선스로 배포한 글로벌 세계대백과사전의 내용을 기초로 작성된 글이 포함되어 있습니다.